# Saint-Léopardin-d’Augy
Saint-Léopardin-d’Augy település Franciaországban, Allier megyében. Lakosainak száma 364 fő (2022. január 1.). Saint-Léopardin-d’Augy Aubigny, Couzon, Franchesse, Limoise, Le Veurdre, Chantenay-Saint-Imbert és Livry községekkel határos.

## Népesség
A település népessége az elmúlt években az alábbi módon változott:
| Lakosok száma | 590  | 436  | 345  | 357  | 342  | 343  | 362  | 368  | 368  | 364  |
|               | 1968 | 1982 | 1990 | 2006 | 2013 | 2015 | 2017 | 2019 | 2020 | 2022 |